# 北野政次
北野 政次（1894年7月14日—1986年5月17日）日本陸軍軍人。陸軍軍醫中將勲三等醫學士。曾用名北野政藏。

## 經歴
歴任關東軍防疫給水部長，第13軍軍醫部長。
東京都出身。
曾参与日本侵华战争，北野政次和石井四郎先后任日军细菌战“大本营”731部队队长，731部队在苏联人、中国人和蒙古人中进行细菌试验，导使3000多人死亡。
1950年2月1日苏联政府照会中提议设国际特别法庭要求审批的日本五大细菌战犯，他是其中之一。据中国方面宣称，在日本投降后，他和石井四郎、若松有次郎等一批日本细菌战犯受美军雇佣，继续秘密研究与制造细菌武器，最终免受其责但目前仍未有旁证。

## 相关
- 朝鲜战争细菌战

## 年譜
- 1919年：東京帝國大學醫學部畢業。
- 1921年：就任官陸軍二等軍醫(軍醫中尉)。
- 1932年8月：東京第一衛戍醫院兼任人員，陸軍省醫務局課員。以後，解任醫院職務，兼任醫務課員及陸軍軍醫學校教官。
- 1936年6月8日：就任滿州醫科大學細菌學教授。
- 1942年8月1日：就任關東軍防疫給水部長（731部隊）。1942年8月1日～1945年3月1日期間，代石井四郎擔任第二代部隊長執務。
- 1945年4月30日：晉升陸軍軍醫中將。成為支那派遣軍(上海)第13軍軍醫部長。
- 1945年8月：至戰敗時，在上海成為戰俘，拘留在刑務所內。
- 1946年1月9日：從上海歸國。
- 1959年：綠紅十字公司(Green Cross Corporation)董事，就任東京廠廠長。
- 1959年10月：擔任石井四郎葬儀委員長。
- 1986年：逝世。91歳。